# Diastema dosceles
Diastema dosceles là một loài bướm đêm trong họ Noctuidae.